# غورنيي بتروفيتشي
غورنيي بتروفيتشي (بالصربية السيريلية Горњи Петровићи) هي قرية في البوسنة والهرسك. وهي تقع في بلدية بوزانسكا كروبا التابعة لكانتون يونا-سانا في اتحاد البوسنة والهرسك. طبقا لنتائج تعداد البوسنة عام 2013، فقد كان عدد سكانها 50 نسمة.

## التركيبة السكانية

### التطور التاريخي للسكان
| 1961 | 1971 | 1981 | 1991 | 2013 |
| ---- | ---- | ---- | ---- | ---- |
| 679  | 674  | 551  | 464  | 50   |

## وصلات خارجية
- (بالإنجليزية) Maplandia